# ATP Brüssel
Das ATP-Hallenturnier von Brüssel (zuletzt offiziell Donnay Indoor Championships) war ein Herren-Tennisturnier, das von 1981 bis 1992 in der belgischen Gemeinde Forest/Vorst, in der Nähe von Brüssel, ausgetragen wurde, aber nach der Hauptstadt benannt wurde. Gespielt wurde in der Halle Forest National auf Teppichbelag.

## Geschichte
Das Turnier war von der Entstehung 1981 bis 1988 Teil des Grand Prix Tennis Circuit. Im ersten Jahr der Austragung fand mit dem ATP Brüssel Outdoors noch ein weiteres Turnier in Belgien statt; ab 1982 war das Hallenturnier das einzige Profiturnier in Belgien. Ab Etablierung der ATP Tour im Jahr 1990 war das Turnier Teil der ATP Championship Series, der zweithöchsten Kategorie innerhalb der Tour.

## Siegerliste
Rekordsieger im Einzel waren Mats Wilander und Boris Becker, die das Turnier je zweimal gewinnen konnten; Becker konnte auch den Doppelbewerb (mit unterschiedlichen Partnern) dreimal für sich entscheiden und ist damit neben Slobodan Živojinović auch im Doppel Rekordtitelträger.

### Einzel
| Jahr | Sieger            | Finalisten          | Finalergebnis               |
| ---- | ----------------- | ------------------- | --------------------------- |
| 1992 | Boris Becker (2)  | Jim Courier         | 6:75, 2:6, 7:610, 7:65, 7:5 |
| 1991 | Guy Forget        | Andrei Tscherkassow | 6:3, 7:5, 3:6, 7:6          |
| 1990 | Boris Becker (1)  | Carl-Uwe Steeb      | 7:5, 6:2, 6:2               |
| 1989 | keine Austragung  | keine Austragung    | keine Austragung            |
| 1988 | Henri Leconte     | Jakob Hlasek        | 7:6, 7:6, 6:4               |
| 1987 | Mats Wilander (2) | John McEnroe        | 6:3, 6:4                    |
| 1986 | Mats Wilander (1) | Broderick Dyke      | 6:2, 6:3                    |
| 1985 | Anders Järryd     | Mats Wilander       | 6:4, 3:6, 7:5               |
| 1984 | John McEnroe      | Ivan Lendl          | 6:1, 6:3                    |
| 1983 | Peter McNamara    | Ivan Lendl          | 6:4, 4:6, 7:6               |
| 1982 | Vitas Gerulaitis  | Mats Wilander       | 4:6, 7:6, 6:2               |
| 1981 | Jimmy Connors     | Brian Gottfried     | 6:2, 6:4, 6:3               |

### Doppel
| Jahr | Sieger                                          | Finalisten                      | Finalergebnis    |
| ---- | ----------------------------------------------- | ------------------------------- | ---------------- |
| 1992 | Boris Becker (3) John McEnroe                   | Guy Forget Jakob Hlasek         | 6:3, 6:2         |
| 1991 | Todd Woodbridge Mark Woodforde                  | Libor Pimek Michiel Schapers    | 6:3, 6:0         |
| 1990 | Emilio Sánchez Vicario Slobodan Živojinović (3) | Goran Ivanišević Balázs Taróczy | 7:5, 6:3         |
| 1989 | keine Austragung                                | keine Austragung                | keine Austragung |
| 1988 | Wally Masur Tom Nijssen                         | John Fitzgerald Tomáš Šmíd      | kampflos         |
| 1987 | Boris Becker (2) Slobodan Živojinović (2)       | Chip Hooper Mike Leach          | 7:6, 7:6         |
| 1986 | Boris Becker (1) Slobodan Živojinović (1)       | John Fitzgerald Tomáš Šmíd      | 7:6, 7:5         |
| 1985 | Stefan Edberg Anders Järryd                     | Kevin Curren Wojciech Fibak     | 6:3, 7:6         |
| 1984 | Tim Gullikson Tom Gullikson                     | Kevin Curren Steve Denton       | 6:4, 6:7, 7:6    |
| 1983 | Heinz Günthardt Balázs Taróczy                  | Hans Simonsson Mats Wilander    | 6:2, 6:4         |
| 1982 | Pavel Složil Sherwood Stewart                   | Tracy Delatte Chris Dunk        | 6:4, 6:7, 7:5    |
| 1981 | Sandy Mayer Frew McMillan                       | Kevin Curren Steve Denton       | 4:6, 6:3, 6:3    |